# Коррупционный скандал в итальянском футболе (2006)
Коррупционный скандал в итальянском футболе в 2006 году, или Кальчо́поли (итал. Calciopoli) — скандал, связанный со сговором команд-участниц двух высших дивизионов чемпионата Италии по футболу — Серии A и Серии B. Преступление было раскрыто в мае 2006 года итальянской полицией, среди его участников называется «Ювентус», «Милан», «Фиорентина», «Лацио» и «Реджина». Записи телефонной прослушки, которые были опубликованы в СМИ, показали, что существовала тесная связь между руководителями этих клубов и футбольными судьями. Команды были обвинены в покупке игр и сговоре, к ним были применены санкции.

## Предыстория
Итальянские команды не в первый раз были обвинены в сговоре: так, в 1980 году за соответствующие нарушения «Милан» и «Лацио» были отправлены в Серию B, а в 2005 году «Дженоа» — в Серию C1.

## Начало
Скандал начался с расследования полицией Неаполя деятельности футбольного агентства «GEA World». Согласно опубликованным в СМИ (La Gazzetta dello Sport) стенограммам подслушанных телефонных разговоров, во время сезона 2004/05 гендиректор «Ювентуса» Лучано Моджи вёл переговоры с футбольными функционерами с целью назначения на матчи этой команды «нужных» судей.

## Наказания

### Клубам
4 июля 2006 года представитель Итальянской федерации футбола комиссар Стефано Палацци потребовал, чтобы все вышеназванные клубы (за исключением «Реджины») были изгнаны из Серии A, причём «Ювентус» — в Серию C1 с лишением «скудетто» 2005 и 2006 годов. В итоге были приняты следующие санкции:
| Команды      | Перевод команды в более низкую лигу | Перевод команды в более низкую лигу | Перевод команды в более низкую лигу | Снятые очки (сезон 2006/07) | Снятые очки (сезон 2006/07) | Снятые очки (сезон 2006/07) | Другие наказания                                                  | Другие наказания |
| Команды      | Первичное наказание                 | После апелляции                     | В итоге                             | Первичное наказание         | После апелляции             | В итоге                     | Первичное наказание                                               | В итоге |
| ------------ | ----------------------------------- | ----------------------------------- | ----------------------------------- | --------------------------- | --------------------------- | --------------------------- | ----------------------------------------------------------------- | --- |
| «Милан»      | Перевод в Серию B                   | Серия А                             | Серия А                             | Снято 15 очков              | Снято 8 очков               | Снято 8 очков               | - Снято 44 очка в сезоне 2005/06                                  | - Снято 30 очков в сезоне 2005/06 - Одна домашняя игра без болельщиков                                                                          |
| «Фиорентина» | Перевод в Серию B                   | Серия А                             | Серия А                             | Снято 12 очков (Серия B)    | Снято 19 очков (Серия A)    | Снято 15 очков (Серия A)    | - Неучастие в Лиге чемпионов 2006/07                              | - Снято 30 очков в сезоне 2005/06 - Неучастие в Лиге чемпионов 2006/07 - Две домашние игры без болельщиков                                      |
| «Ювентус»    | Перевод в Серию C1                  | Перевод в Серию B                   | Перевод в Серию B                   | Снято 30 очков              | Снято 17 очков              | Снято 9 очков               | - Лишён «скудетто» 2006 года - Неучастие в Лиге чемпионов 2006/07 | - Лишён «скудетто» 2005 и 2006 годов - Сняты все очки в сезоне 2005/06 - Неучастие в Лиге чемпионов 2006/07 - Три домашние игры без болельщиков |
| «Лацио»      | Перевод в Серию B                   | Серия А                             | Серия А                             | Снято 7 очков (Серия B)     | Снято 11 очков (Серия A)    | Снято 3 очка (Серия A)      | - Неучастие в Кубке УЕФА 2006/07                                  | - Снято 30 очков в сезоне 2005/06 - Неучастие в Кубке УЕФА 2006/07 - Две домашние игры без болельщиков                                          |
| «Реджина»    | —                                   | —                                   | —                                   | Снято 15 очков (Серия A)    | —                           | Снято 11 очков (Серия A)    | —                                                                 | - штраф в размере, эквивалентном 68 000 фунтов - Президент клуба Лило Фоти оштрафован на 20 000 фунтов и отстранён от футбола на 2,5 года       |

### Физическим лицам
- Судья Массимо Де Сантис был отстранён от футбола на 4,5 года.
- Президент Итальянской федерации футбола Франко Карраро и вице-президент Инноченцо Маццини подали в отставку. Первый заплатил штраф размером в 80 000 евро, последний был пожизненно дисквалифицирован[3].
- Лило Фоти оштрафован на 20 000 фунтов и отстранён от футбола на 2,5 года.
- Адриано Галлиани отстранён от футбола на 5 месяцев.
- Исполнительный директор «Ювентуса» Антонио Джираудо по результатам расследования был пожизненно отстранён от футбола[3].
- Лучано Моджи отстранён от футбола, в ходе продолжающихся разбирательств и по решению суда от 15 июня 2011 года — пожизненно[3]. По итогам расследования скандала с договорными матчами, он был приговорён Неаполитанским судом к пяти годам и четырём месяцам тюремного заключения[4].

## Последствия
Вышеописанные нарушения нанесли серьёзный удар по грандам итальянского футбола, и «Интер», который не участвовал в договорных матчах, выиграл четыре последующих чемпионата Италии. Однако сборная Италии не пострадала от этого скандала и выиграла чемпионат мира 2006, хотя ряд журналистов полагал откровенно неуместным, что решение о дисквалификации «Ювентуса» было оглашено в день полуфинала Италия — Германия. На фоне победы в чемпионате мира прозвучали предложения амнистировать всех участников коррупционного скандала.
«Милан» же выиграл вторую за 4 года Лигу чемпионов 2006/2007. Игроки клубов, отправившихся в Серию B, стали активно переходить в другие команды. Особенно это коснулось «Ювентуса», в котором из звёзд остались лишь Алессандро Дель Пьеро, Павел Недвед, Джанлуиджи Буффон, Мауро Каморанези и Давид Трезеге.

## Дальнейшее развитие событий
Против компании «Telecom Italia» возбуждено уголовное дело за прослушку телефонных разговоров.
В 2007 году газета «La Repubblica» опубликовала новые сведения о коррупции в итальянском футболе.